# Ksenia, la femme bien-aimée de Fedor
Pour plus de détails, voir Fiche technique et Distribution.
Ksenia, la femme bien-aimée de Fedor (Ксения, любимая жена Фёдора, Ksenia, lioubimaia jena Fiodora) est un film soviétique réalisé par Vitali Melnikov, sorti en 1974,.

## Fiche technique
- Titre français : Ksenia, la femme bien-aimée de Fedor[3]
- Titre original : Ксения, любимая жена Фёдора, Ksenia, lioubimaia jena Fiodora
- Photographie : Youri Veksler
- Musique : Oleg Karavaïtchuk
- Décors : Bella Manevitch-Kaplan, Rimma Narinian